# Huit immortels du Parti communiste chinois
Les huit immortels du Parti communiste chinois, en référence aux huit immortels, principales divinités du taoïsme (chinois : 中共八大元老 ; pinyin : zhōnggòng bādà yuánlǎo ; litt. « huit grands vétérans du parti communiste »), ont joué un rôle clef dans l'initialisation et le démarrage de réformes économiques de la Chine dans les années 1980, puis dans leur supervision dans les années 1990. Le terme « immortel  » fait référence à la longévité politique des membres du groupe.

## Historique
Le terme immortel a pour origine la longévité politique des membres de ce groupe, et peut revêtir une certaine connotation sarcastique,. Il a été employé pour la première fois par la presse de Hong Kong.
Les huit immortels tirent leur légitimité révolutionnaire de leur participation à la Longue Marche. Pendant la Révolution culturelle, ils ont été victimes des purges de Mao Zedong[non neutre] subissant les humiliations, la prison, la torture, avant d'être réhabilités sous l’ère de Deng Xiaoping. Ils soutiendront Deng Xiaoping lors de la répression du mouvement démocratique du 4 juin 1989.
Le sinologue Jean-Luc Domenach indique que Jiang Zemin, avant son accession à la Présidence de la République populaire de Chine en 1993, fait appel aux  Immortels pour assoir son autorité vis-à-vis de Qiao Shi et obtenir le départ de celui-ci en raison de son âge.
En 2012, quatre des membres du bureau politique sont des descendants des immortels.

## Membres
- Deng Xiaoping (1904–1997), membre du Bureau permanent du Bureau politique du Parti communiste chinois de 1977 à 1987, président de la Conférence consultative politique de 1978 à 1983, président de la Commission centrale Militaire de 1980 à 1989, président de la Commission centrale des conseillers de 1982 à 1987.

- Chen Yun (1905–1995), membre du Bureau permanent du Bureau politique du Parti communiste chinois de 1977 à 1987, président de la Commission centrale des conseillers de 1987 à 1992[11];

- Li Xiannian (1909–1992), membre du Bureau permanent du Bureau politique du Parti communiste chinois de 1977 à 1987, président de la République populaire de Chine de 1983 à 1988, puis président de la Conférence consultative politique

- Yang Shangkun (1907–1998), président de la République populaire de Chine de 1988 à 1993.

- Peng Zhen (1902–1997), président de l'Assemblée du Peuple de 1983 à 1988[12]

- Bo Yibo (1908–2007), vice-président de la Commission centrale des conseillers[13].

- Wang Zhen (1908–1993), vice-président de la Commission centrale des conseillers[14].

- Song Renqiong (1909–2005), vice-président de la Commission centrale des conseillers

- Deng Yingchao (1904-1992), femme de Zhou Enlai, sera aussi considérée comme un membre des « Huit Immortels » [15].

## Descendance
Les enfants des Huit immortels appartiennent aux princes rouges ou fils de princes, qui de par leurs réseaux de relations, accèdent aux pouvoirs politique, économique et militaire.
- Xi Jinping, président de la République populaire de Chine depuis le 14 mars 2013, secrétaire général et président de la Commission militaire centrale du Parti communiste chinois depuis 2012, est présenté comme le leader de la faction des princes rouges[16], il s'oppose à la faction de la Ligue de la jeunesse, dont le chef de file est l'ancien président Hu Jintao[17]. Il est le fils de Xi Zhongxun, ancien vice-président de l'Assemblée populaire et vice-Premier ministre.
- Bo Xilai, fils de Bo Yibo[18], ministre du commerce du gouvernement de la République populaire de Chine de 2004 à 2007. Bo est démis de ses fonctions du parti de Chongqing en mars 2012[19], puis le 10 avril exclu du Comité central du PCC[20], et son épouse Gu Kailai mise en garde à vue[21].
- Chen Yuan (en), fils de Chen Yun. Gouverneur de la Banque de développement de Chine[22].
- Deng Pufang (né en 1944), premier fils de Deng Xiaoping, assurera à plusieurs reprises la présidence de la fédération chinoise des handicapés[23]. Pendant la révolution culturelle, à la suite d'un accident provoqué par les gardes rouges, Deng Pufang deviendra paraplégique. Deng Nan (née en 1945), sa seconde fille, a été ministre des Sciences et des technologies de la République populaire de Chine entre 1998 et 2004[24]. En 2013, son petit-fils, Deng Zhuodi, né aux États-Unis et diplômé de l'Université Duke en Caroline du Nord, est désigné, à l'âge de 28 ans, comme responsable dans un secteur rural de la province du Guangxi[25].
- Wang Jun, fils de Wang Zhen, succèdera à Rong Yiren à la tête de CITIC Group[26].
- Song Binbin, née en 1949 est la fille de Song Renqiong. C'est elle qui attacha, le 18 août 1966, un brassard rouge au bras de Mao Zedong devant la foule de la place Tiananmen. En 2014, elle s'excusa publiquement de ses actes en tant que garde rouge pendant la Révolution culturelle[27].